# Teddy Gipson
Sergerio (Teddy) Gipson (Monroe, 15 februari 1980) is een Amerikaanse basketballer.
Gipson tekende op 19 oktober 2017 een tijdelijk contract met een duur van twee maanden bij Donar Groningen. Deze verbintenis werd later verlengd tot het einde van het seizoen. Voor het seizoen 2018-19 tekende Gipson opnieuw een contract, ditmaal voor een compleet seizoen bij Donar.

## Erelijst
- Landskampioen Nederland (4):  (2005, 2008, 2009, 2018)
- NBB-Beker (3):  (2004, 2006, 2018)
- Supercup (1) 2018